# Pteronotus personatus
Ptéronote masqué
Espèce
Répartition géographique
Statut de conservation UICN

 LC  : Préoccupation mineure
Pteronotus personatus, le Ptéronote masqué, est une espèce américaine de chauves-souris de la famille des Thyropteridae.

## Description
Pteronotus personatus a une longueur de la tête et du corps comprise entre 43 et 55 mm, la longueur de l'avant-bras entre 42 et 48 mm, la longueur de la queue entre 15 et 20 mm, la longueur du pied entre 9 et 12 mm, la longueur des oreilles entre 14 et 18 mm et un poids allant jusqu'à 10 g.
La fourrure est courte. Les parties dorsales varient du brun grisâtre au fauve ocre, tandis que les parties ventrales sont jaune brunâtre clair.
Le museau est court et pointu, avec de longs poils sur les côtés du museau et un petit pli de peau au-dessus des narines. Les lèvres sont gonflées, celle du bas est recouverte de grosses papilles verruqueuses. Les yeux sont très petits. Les oreilles sont étroites, pointues et séparées les unes des autres, le bord antérieur dépassant vers l'avant jusqu'au museau et l'antitragus s'étend jusqu'au coin arrière de la bouche. Le tragus est environ un tiers plus long que l'oreillette. Les ailes sont fixées postérieurement le long de la partie interne du tibia près du calcar, qui est très long. La queue est longue et s'étend approximativement à mi-chemin sur la surface dorsale de la large membrane interfémorale.
Pteronotus personatus ressemble beaucoup à Pteronotus parnellii, mais est beaucoup plus petite. Contrairement à Pteronotus davyi, les ailes ne sont pas reliées sur le dos. La plaque labio-nasale est de forme simple et ne présente aucune excroissance comme chez Pteronotus macleayii (it) et Pteronotus quadridens.
Le caryotype est 2n=38 FNa=60.

## Répartition
Pteronotus personatus est présente depuis les États mexicains du Sonora et du Nuevo León, en passant par l'Amérique centrale jusqu'au Nord de la Bolivie. Elle est également présente sur l'île de le Trinité
Elle vit dans les forêts sempervirentes et les forêts tropicales sèches de feuillus jusqu'à 1 000 mètres d'altitude.

## Comportement

### Habitation
Elle se réfugie dans de grandes colonies comptant jusqu'à 15 000 individus à l'intérieur de grandes grottes humides avec de nombreuses autres espèces de chauves-souris, notamment des Mormoopidae, comme ses espèces sœurs P. davyi et P. parnellii, mais aussi avec Mormoops megalophylla, Desmodus rotundus, Leptonycteris curasoae et Natalus stramineus (it) ; le Ptéronote masqué ne représente qu'une petite minorité des chauves-souris dans une grotte donnée. Elle préfère les grottes qui maintiennent une température constante entre 30 et 36 °C et commence à souffrir d'hypothermie à des températures ambiantes inférieures à 20 °C. C'est la première chauve-souris à quitter les abris pour l'activité prédatrice.

### Écholocation
Les appels d'écholocation complexes consistent en une série rapide d'impulsions à fréquence constante, suivies de balayages modulés en fréquence plus longs, bien que des estimations contradictoires de la fréquence et de la portée des ultrasons fussent rapportées dans différentes études, et d'une extrémité courte à fréquence constante. Il s'agit d'ultrasons de courte durée à une fréquence modulée initiale allant jusqu'à 85 kHz et une fréquence finale allant jusqu'à 60 kHz. En plus de la fondamentale, trois harmoniques sont souvent présentes. Les appels sont donc inaudibles à l'oreille humaine.
C'est l'une des rares espèces de chauves-souris à utiliser un comportement de compensation de l'effet Doppler. Au fur et à mesure que la chauve-souris vole dans les airs, la fréquence des échos de retour change en raison de l'effet Doppler ; Pteronotus personatus est capable de modifier la fréquence de ses impulsions ultrasonores émises pour compenser cet effet. Cela lui permet de naviguer facilement tout en volant à une vitesse relativement élevée à travers un feuillage forestier dense.

### Vol
Les ailes sont longues et étroites, ce qui permet normalement un vol rapide. Cependant, en raison de la petite taille de Pteronotus personatus, elle ne vole pas aussi vite que d'autres espèces apparentées ayant une forme d'aile similaire ; des vitesses de vol comprises entre 10 et 19,6 km/h furent enregistrées.

### Alimentation
L'activité prédatrice commence au coucher du soleil. Elle chasse généralement les insectes en vol le long des rivières, des ruisseaux ou des arroyos, voyageant souvent le long des canyons locaux.

### Reproduction
Les femelles sont en chaleurs une fois par an et donnent naissance à un seul petit vers le début de la saison des pluies en juin ou juillet, pendant laquelle la densité des insectes augmente et la mère reçoit suffisamment de nourriture pour pouvoir produire suffisamment de lait pour le jeune animal.

## Taxonomie

### Sous-espèces
Pteronotus personatus comprend deux sous-espèces :
- P.p.personatus (Wagner 1843) - Est du Honduras, Nicaragua, Costa Rica, Panama, Nord et centre de la Colombie ; Nord des Guyanes, Est de l'Équateur, Est du Pérou, Nord de la Bolivie, États brésiliens de Amazonas, Amapá, Mato Grosso, Pará, Paraíba et Roraima ; île de la Trinité.
- P.p.psilotis (Dobson, 1878) - des États mexicains de Sonora à l'ouest et Nuevo León à l'est, à travers le Belize, le Guatemala et El Salvador jusqu'à l'Ouest du Honduras.

Les deux sous-espèces étaient autrefois considérées comme des espèces distinctes, et il fut récemment avancé qu'elles devraient à nouveau être élevées au rang d'espèce. P.p. psilotis se distingue par sa taille plus petite et plus pâle que P.p.personatus. Des études phylogénétiques moléculaires montré que Pteronotus personatus n'a pas d'ancêtre commun avec les autres membres de son sous-genre supposé, Chilonycteris, et devrait plutôt se voir attribuer son propre sous-genre.

### Fossiles
Des fossiles de Pteronotus personatus ont été découverts à Tobago, ce qui indique qu'elle aurait pu autrefois avoir une aire de répartition plus large qu'aujourd'hui. Les fossiles datent de la fin du Pléistocène.